# ラヴ・ウォント・ウェイト
「ラヴ・ウォント・ウェイト」(Love Won't Wait)は、ゲイリー・バーロウの楽曲。

## 概要
- 本曲は1枚目のスタジオ・アルバム『オープン・ロード』から2枚目のシングルとしてリリースされた。
- マドンナがシェップ・ペティボーンとともにソングライティングを手がけている、元はマドンナのアルバム『ベッドタイム・ストーリーズ』の為に制作された楽曲であった。
- ソロとしては前作「フォーエヴァー・ラヴ」に引き続き2作目の全英シングルチャート首位を獲得した、

## 収録曲
日本盤 マキシ・シングル
1. ラヴ・ウォント・ウェイト
2. オールウェイズ
3. ミーニング・オブ・ア・ラヴ・ソング